# Восточноазиатский счёт возраста

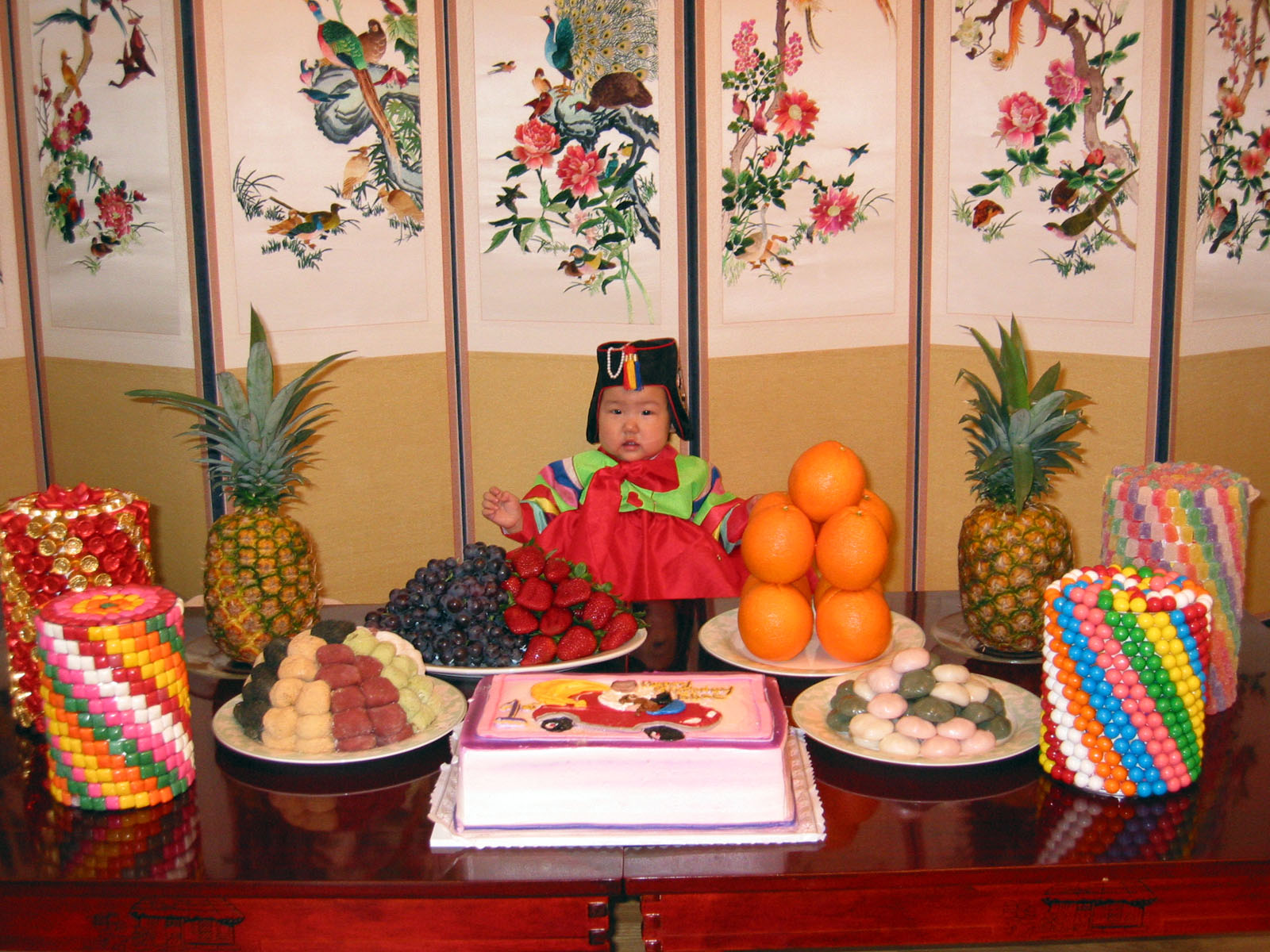
Толь, традиционный способ празднования дня рождения годовалого ребёнка в Корее.

Восточноазиатский счёт возраста — система и практика счисления лет человеческой жизни, которая возникла в древнем Китае и широко используется в других культурах Восточной Азии и во Вьетнаме, которые разделяют эту традицию. Исторически применяется лунный календарь, однако существуют отличающиеся системы (например, в Южной Корее шире распространено прибавление возраста с 1 января).
Сразу от рождения ребёнку начисляется один год жизни, и каждое прохождение Нового года по лунному календарю, а не даты дня рождения, добавляет один год к возрасту человека. Иными словами, первый год жизни посчитан как один вместо нуля, так, что ребёнок на втором году от рождения считается двухлетним, и так далее. Поскольку возраст увеличивается в Новый год, а не в день рождения, по восточноазиатскому исчислению численное выражение возраста может быть на 1—2 года больше, чем по счёту возраста, принятому на Западе.
В Японии и Вьетнаме эта система ещё используется в традиционных гаданиях или в религии, но исчезает из повседневной жизни жителей городов. Восточноазиатский счёт возраста продолжает широко применяться корейцами, за исключением правовой системы. В восточной части Монголии возраст традиционно определяется исходя из количества полных лун с момента зачатия для девочек и числа новолуний с момента рождения для мальчиков.

## Китайская традиция
Как в традиционной системе отсчёта возраста, так и в современной, слово «суй» (кит. трад. 歲, упр. 岁, пиньинь suì — «возраст») используются для подсчёта возраста. Когда возраст человека указывается в публикациях, то часто даётся уточнение, является ли это возрастом по традиционному исчислению, т. н. сюйсуй (кит. трад. 虛歲, упр. 虚岁, пиньинь xūsuì) или по современному счёту (кит. трад. 周歲, упр. 周岁, пиньинь zhōusuì, палл. чжоусуй) иначе называемому — шисуй (кит. трад. 實歲, упр. 实岁, пиньинь shísuì).
Когда ребёнок пережил один месяц своей жизни (29 дней, если считать по лунному календарю), может проводиться празднование «маньюэ» (кит. трад. 滿月, пиньинь mǎnyuè), во время которого гостям раздаются окрашенные в красный цвет утиные или куриные яйца, символизирующие плодовитость.

## Японская традиция
Японцы обозначают словом «сай» (яп. 歳, упрощённый вариант — 才) как систему традиционного счёта возраста, так и современное исчисление.
Традиционная система счёта возраста, называемая кадзоэдоси (яп. 数え年), была объявлена устаревшей законом от 1902 года, когда Япония официально приняла западную систему, называющуюся маннэнрэй (яп. 満年齢). Тем не менее традиционная система определения возраста по-прежнему продолжала широко использоваться населением, поэтому в 1950 году был принят ещё один закон об использовании исключительно западной системы.
Сегодня традиционной системы, главным образом, придерживаются пожилые люди, её область применения ограничивается церемониями и предсказаниями.

## Корейская традиция
Корейцы преимущественно считают свой возраст в единицах, называемых саль (кор. 살) с добавлением корейских порядковых числительных. Таким образом, ребёнок живёт один саль в течение первого календарного года жизни, и десять саль в ходе десятого календарного года.
Сотый день жизни ребёнка называется пэгиль (백일), что на корейском языке буквально означает «сто дней», и к которому приурочен праздник Тольджанчхи, появившийся в то время, когда была очень высока детская смертность.
Первая годовщина со дня рождения называлась толь (돌), также отмечалась и имела ещё большее значение. Корейцы празднуют свой день рождения, хотя счёт возраста отмеряется по разным системам, что создаёт неопределённость. В более распространённой системе ребёнку исполняется один год уже при рождении, а каждый год 1 января добавляется ещё один один год. Например, родившемуся в конце декабря через несколько дней будет уже два года. В другой системе при рождении возраст в один год не считается, но прибавление лет тоже ведётся с 1 января. Также некоторые жители продолжают вести отсчёт не по григорианскому, а по более традиционному лунному календарю: тогда первый год добавляется при рождении, а второй — не 1 января, а в первый день лунного Нового года, и, к примеру, ребёнок, рождённый 29-го дня 12-го месяца (по лунному календарю) по восточноазиатскому счислению достигает возраста двух лет на Соллаль (корейский Новый год).
Международная система определения возраста называется маннаи (만나이), где «ман» (만) означает «полный» или «фактический», а «наи» — «возраст». Например, фраза мандасоссаль (만다섯살) будет значить «полных пять лет».
Празднование дня рождения по лунному календарю называется по-корейски ымнёк сэнъиль (кор. 음력 생일, кит. 陰曆生日), а по григорианскому календарю — янънёк сэнъиль (кор. 양력 생일, кит. 陽曆生日).
Григорианский календарь и возраст, отсчёт которого ведётся от рождения (маннаи), официально были приняты в Корее и использовались при заполнении документов и правовых процедур, именно по нему отсчитывались возрастные цензы на употребление алкоголя и табака, возраст согласия и брачный возраст, ограничения на просмотр видеопродукции порнографического характера, а также школьный и призывной возраст.
В июне 2023 года в Южной Корее вступил в силу закон о переходе на общепринятую в мире систему определения возраста. В результате население помолодело на год-два, однако в отдельных случаях государственные органы ориентируются на год рождения, а не на точный возраст: так, родившиеся 5 января 2020 и 30 декабря 2020 года пойдут в начальную школу, получат право покупать алкоголь и табачные изделия, будут призваны на военную службу в одно и тоже время. Часть жителей, вероятно, продолжит использовать традиционные системы в повседневной жизни.
Существуют онлайн калькуляторы, с помощью которых можно посчитать возраст по-корейски на любую дату.